# Віппердорф
Віппердорф (нім. Wipperdorf) — громада в Німеччині, розташована в землі Тюрингія. Входить до складу району Нордгаузен. Складова частина об'єднання громад Гайнляйте.
Площа — 18,11 км2. Населення становить Невірний параметр metadata 16 062 058 ос. (станом на 31 грудня 2021).

## Галерея

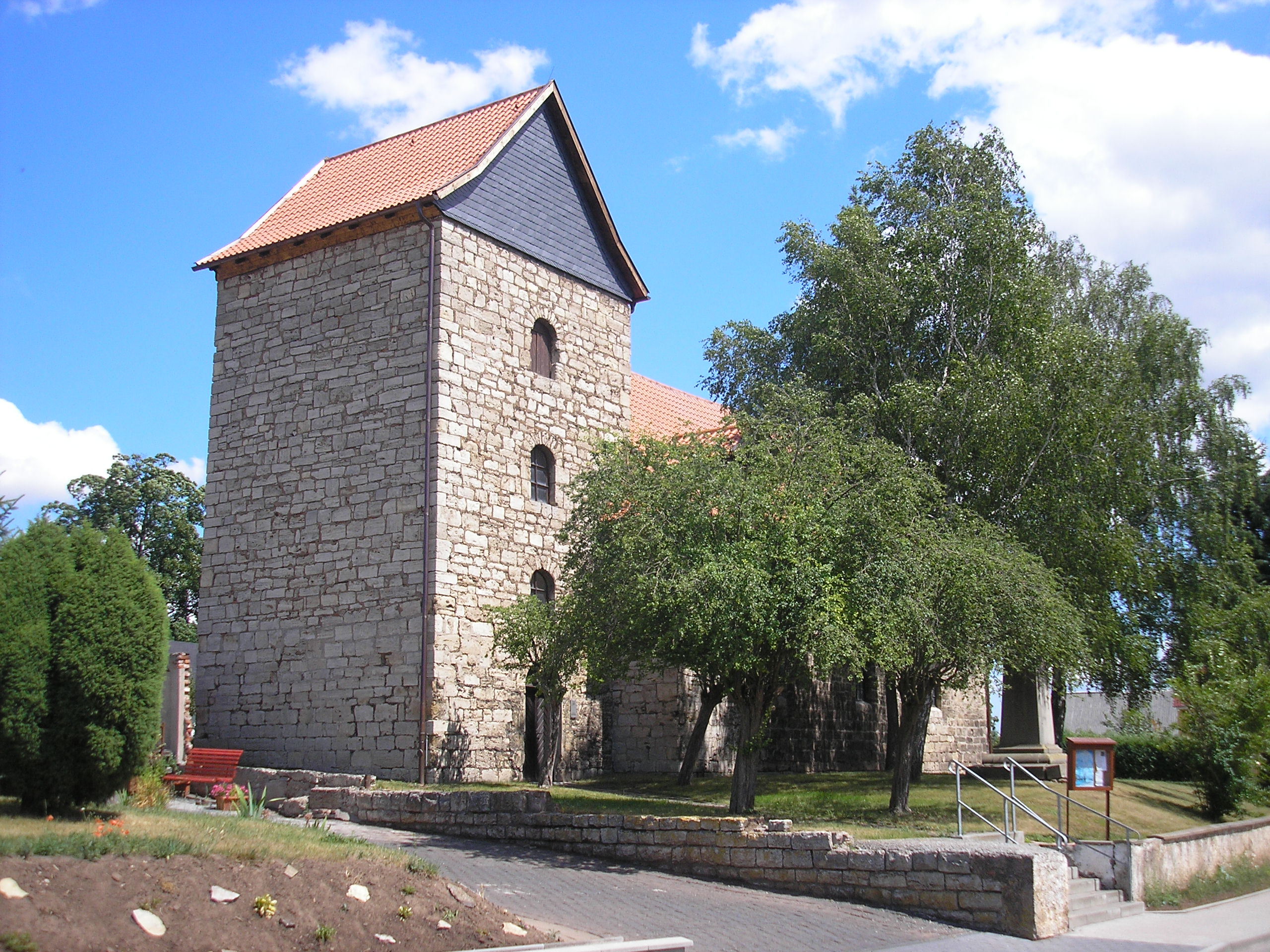